# Saccharum spontaneum
Saccharum spontaneum (caña de azúcar silvestre, hierba kans) es una hierba nativa del subcontinente indio. Es una hierba perenne, que crece hasta tres metros de altura, con raíces rizomatosas extendidas.
En la sabana y los pastizales de Terai-Duar, una ecorregión de tierras bajas en la base de la cordillera del Himalaya en Nepal, India, Bangladesh y Bután, la hierba kans coloniza rápidamente las llanuras de limo expuestas creadas cada año por las inundaciones monzónicas en retirada, formando rodales casi puros en las partes más bajas de la llanura aluvial. Los pastizales de Kans son un hábitat importante para el rinoceronte indio (Rhinoceros unicornis). En Nepal, la hierba kans se cosecha para techar techos de paja o cercar huertas.
En otros lugares, su capacidad para colonizar rápidamente suelos alterados le ha permitido convertirse en una especie invasora que ocupa tierras de cultivo y pastizales.

## Usos
Saccharum spontaneum tiene un número considerable de nombres regionales en el subcontinente indio, por ejemplo, kash (কাশ) es común en bengalí, kohuwa (কঁহুৱা) en asamés, kasatandi (କାଶତଣ୍ଡୀ) en odia y kasi (खासि) en Bodo. Se utiliza en Ayurveda.
Esta planta se ha hibridado con Saccharum officinarum, una caña de azúcar domesticada. La hibridación puede haber producido la Saccharum barberi y Saccharum sinense.
Gracias a un conjunto de genes huérfanos relacionados con las especies, Saccharum spontaneum exhibe una resistencia excepcional al estrés biótico, como nematodos, hongos, bacterias y otras plagas y enfermedades, y al estrés abiótico, como el frío, la sequía, la salinidad y el suelo nutricionalmente deficiente.